# Gory Sodruzhestva
Die Gory Sodruzhestva (englische Transkription von russisch Горы Содружества Gory Sodruschestwa, deutsch ‚Gemeinschaftsberge‘) sind eine Gruppe aus Nunatakkern im Mac-Robertson-Land. Sie ragen an der Südflanke des Mount Ruker im südlichen Teil der Prince Charles Mountains auf. 
Russische Wissenschaftler benannten sie.